# 阿部野橋ターミナルビル
阿部野橋ターミナルビル（あべのばしターミナルビル）は、かつて大阪府大阪市阿倍野区阿倍野筋1丁目に存在した複合商業施設である。現在のあべのハルカスの前身である。

## 概要
大阪阿部野橋駅の駅舎や近鉄百貨店阿倍野店（阿倍野本店）などが入居する本館（1937年竣工）と新館（1988年）、天王寺都ホテルが入居する東館（1992年）から構成されていた。
なお、2003年（平成15年）から2008年（平成20年）まで、特別目的会社の阿部野橋ターミナルビル株式会社が当ビル土地建物の不動産信託受益権を保有していた（不動産証券化）。

## あべのハルカス
『あべのハルカス』は、近畿日本鉄道の前身である大阪鉄道が1937年より営業を行ってきた旧本館（百貨店西館）の建替え計画であり、建築規模は高さ300m、延床面積21万2000平方メートル、地上60階・地下5階（SRC・S造）である。2014年3月7日に竣工し、全館が開業した。工事中の2012年8月時点で高さ300mに到達し横浜ランドマークタワー（高さ296m）の高さを抜き、「日本一高いビル」の称号が大阪に移った。
2006年の秋頃から旧本館の建替えについて具体的な検討作業が始まり、計画当初は高さ制限が295メートルの制限区域に入っていたため270メートル前後の高さだったが、航空法の改正（2007年春）により制限がなくなった事を受け、日本一の高さとなるビルを建設する計画へ変更し、同年8月8日に総事業費約1,300億円をかけ高さ300mの超高層ビルに建て替える計画を発表した。

## 歴史

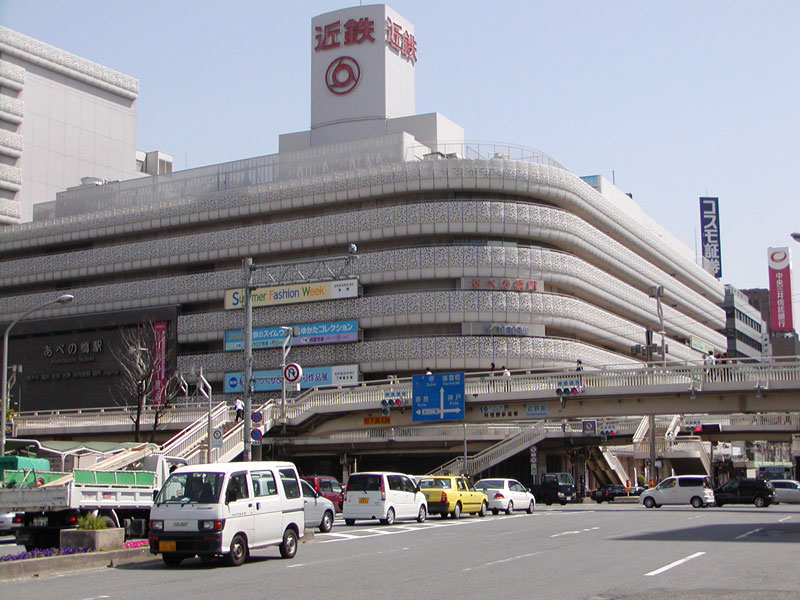
解体前の旧本館（現在は「あべのハルカス（タワー館）」に改築）

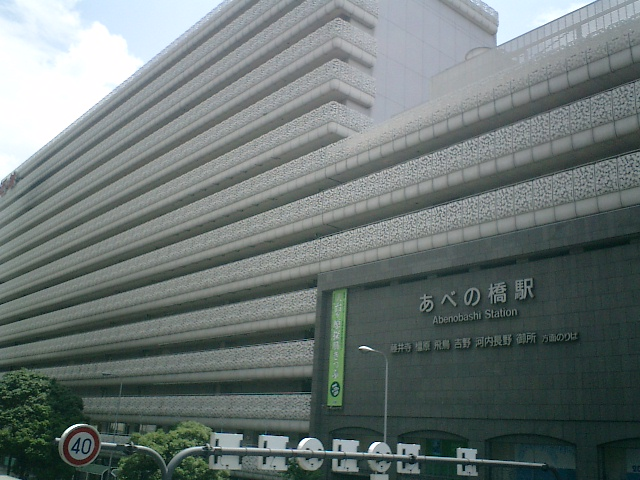
写真右半分の西側（旧本館）部分は既に解体され、「あべのハルカス（タワー館）」に改築。写真左半分の東側（新館）部分は、「あべのハルカス・ウイング館」としてリニューアルされた。

- 1934年（昭和9年）7月 - 大阪鉄道が店舗用地を現物出資して、大鉄百貨店を設立。
- 1935年（昭和10年）10月 - 大鉄百貨店本館（旧本館北側）着工。
- 1937年（昭和12年）
  - 7月 - 地上1、2階の一部と地下2階1,200m2余りを開業。
  - 11月 - 大鉄百貨店本館（旧本館北側）竣工。地上7階、営業面積約10,000m2余りの第1期全館を開店。久野節設計、大林組施工[9]。
- 1938年（昭和13年）10月 - 第2期の東館（旧本館北側）が完成。営業面積は約16,000m2余りとなった。
- 1943年（昭和18年）2月 - 関西急行鉄道との合併により、関急百貨店阿倍野店として再発足。
- 1944年（昭和19年）6月 - 関西急行鉄道が南海鉄道と合併したことにより、日本鉄道阿倍野百貨店として再発足。
- 1945年（昭和20年）
  - 3月14日 - 大阪大空襲で2階より上の階を焼失。
  - 12月 - 戦災復旧工事に着工。
- 1948年（昭和23年）4月 - 全館復旧。
- 1950年（昭和25年）7月 - 1階に日本初のドラッグストアを開設。
- 1954年（昭和29年）11月 - 「近映大劇場」「近畿劇場」「近畿地下劇場」の3館からなる「近映会館」が開館。
- 1956年（昭和31年）2月 - 近鉄百貨店阿倍野店新館（旧本館南側）着工。
- 1957年（昭和32年）
  - 4月2日 - 近鉄百貨店阿倍野店新館（旧本館南側）開業。村野藤吾設計。
  - 12月 - 本館（旧本館北側）の外装および内部の全面改装完成。地上7階、地下2階、営業面積約28,000m2。
- 1965年（昭和40年）
  - 4月 - 本館（旧本館北側）東側に地上7階、地下2階、8,000m2の第2次増築竣工。営業面積約35,000m2。
  - 9月17日 - 阿部野橋ターミナルビルと天王寺ステーションビルを結ぶ歩道橋が完成。
- 1972年9月22日 - マクドナルドの大阪1号店であるアベノ近鉄店が1階北西角に路面店としてオープンマクド前と呼ばれ親しまれた。
- 1974年（昭和49年）3月17日 - 近鉄百貨店阿倍野店爆破事件発生、けが人なし。
- 1983年（昭和58年）10月 - 阿部野橋ターミナルビル新館着工。
- 1987年（昭和62年）9月 - 地下東改札口新設。
- 1988年（昭和63年）11月11日 - 阿部野橋ターミナルビル新館竣工。地上10階、塔屋3階、地下3階。旧本館を含めた村野藤吾による外観リニューアルも行われた。
- 1992年（平成4年）7月31日 - 阿部野橋ターミナルビル東館竣工。天王寺都ホテル新館としてオープン。
- 2007年（平成19年）8月8日 - 総事業費約1,300億円をかけ、旧本館を高さ300mの超高層ビルに建て替える阿部野橋ターミナルビル整備計画が発表[8]。
- 2009年（平成21年）3月19日 - 旧本館閉館。翌20日より代わって改装を進めていた、百貨店新館（東側部分、現：「ウイング館」）部分のみでの営業を開始[10][11]。
- 2010年（平成22年）1月9日 - 阿部野橋ターミナルビルタワー館（仮称）着工。
- 2011年（平成23年）
  - 2月2日 - タワー館で立柱式が行われる。
  - 7月6日 - タワー館に入居するホテルを「都ホテル」と「マリオット」（提携）のダブルブランドとし、「大阪マリオット都ホテル」に決定したと発表[12]。
  - 8月24日 - タワー館が高さ100mに到達[13][14]。
  - 8月25日 - タワー館の名称を「あべのハルカス」とすることを発表[15]。
  - 11月18日 - あべのハルカスが高さ150mに到達。
- 2012年（平成24年）
  - 3月19日 - あべのハルカスが高さ200mに到達。
  - 6月14日 - あべのハルカスが高さ263mに到達。りんくうゲートタワービルと大阪府咲洲庁舎（いずれも高さ256m）を抜き、西日本一の高層ビルとなる。
  - 8月30日 - あべのハルカスが高さ300mに到達[14]。横浜ランドマークタワー（高さ296m）を抜き、日本一の高層ビルとなる。
  - 10月23日 - 上棟式。55階（地上258メートル地点）の建設現場が公開される[16]。
- 2013年（平成25年）
  - 6月13日 - あべのハルカスの低層階部分（「タワー館」地上14階～地下2階（「ウイング館」の一部（9階催会場など）を含む））に、近鉄百貨店が先行開業。あわせて同日より、百貨店の名称を「あべのハルカス近鉄本店」に改称。
  - 9月17日 - あべのハルカス展望台のキャラクター「あべのべあ」発表。
  - 10月10日 - 「あべのハルカス　近鉄本店」の第2期分（「ウイング館」の地上4階の一部～地上8階部分）が開業。
- 2014年（平成26年）
  - 2月22日 - 「あべのハルカス　近鉄本店」が全面開業（「ウイング館」の地下2階～地上4階の残り部分が開業）。売場面積を100,000m2に拡大。
  - 3月7日 - あべのハルカスが竣工し、全館グランドオープン（オフィスフロア・大阪マリオット都ホテル・あべのハルカス美術館・ハルカス300（展望台）など）。